# Alfred Kornberger

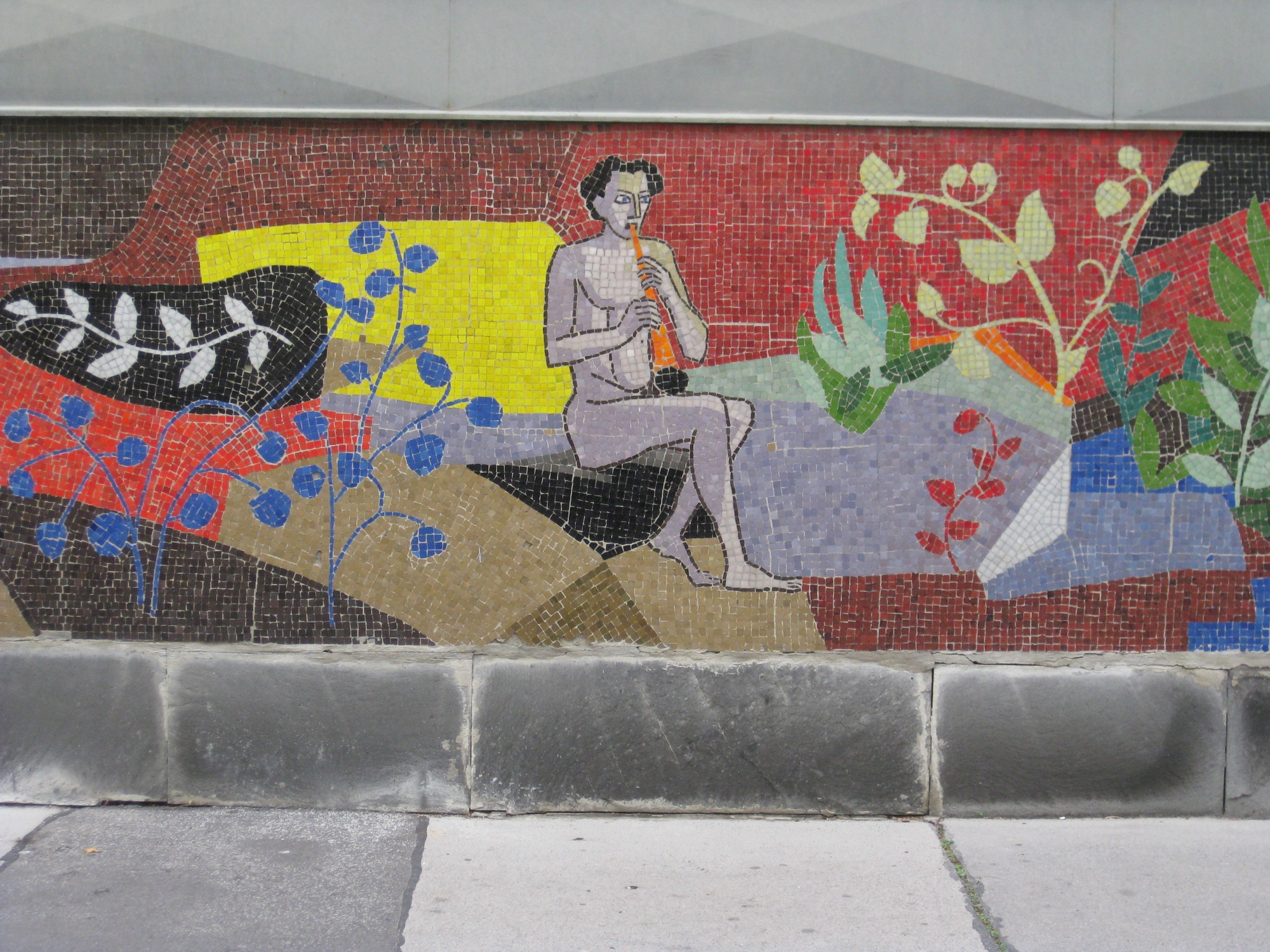
Mozaika Flecista 1968

Alfred Kornberger (ur. 3 lipca 1933 w Wiedniu, zm. 31 marca 2002 tamże) – austriacki malarz i grafik, tworzył również rzeźby.
Studiował malarstwo na Akademii Sztuk Pięknych w Wiedniu u profesora Robina Christiana Andersena uzyskując dyplom w 1956 roku. Jego prace wystawiane były na kilkudziesięciu wystawach w kraju i za granicą.

## Nagrody i wyróżnienia
- 1956: Goldene Füger-Medaille für Graphik